# Piz Trovat
Der Piz Trovat ist ein 3145 m ü. M. hoher, zur Berninagruppe gehörender Berg im Kanton Graubünden in der Schweiz.

## Lage und Umgebung
Der Berg liegt südlich des Val Bernina. Nächstgelegener Ort ist Pontresina. Benachbarte Gipfel sind im Norden der Sass Queder (3065 m) und im Nordwesten der Munt Pers (3206 m). Er liegt in unmittelbarer Nähe zum Persgletscher.

## Klettersteig
Der Gipfel ist auch über einen Klettersteig mit zwei Varianten unterschiedlicher Schwierigkeiten (C bzw. E) zu erreichen. Der Zustieg von der Bergstation der Diavolezza-Seilbahn (2973 m) beträgt rund 20 bis 30 Minuten. Es handelt sich um den ersten Klettersteig im Engadin.